# Province di Cuba

Province di Cuba

Le province di Cuba costituiscono la suddivisione territoriale di primo livello del Paese e sono pari a 15; ad esse è equiordinata la città di L'Avana. Ciascuna provincia comprende a sua volta più comuni.
Il 1º gennaio 2011 la provincia dell'Avana è stata soppressa e suddivisa in due distinte province, Artemisa (a ovest) e Mayabeque (a est), per cui il numero delle province è passato da 14 a 15. Al contempo, 3 comuni appartenenti alla provincia di Pinar del Río sono stati trasferiti alla nuova provincia di Artemisa.

## Lista
| Localizzazione | Provincia            | Capoluogo             | Popolazione (2012) | Superficie (km2) |
| -------------- | -------------------- | --------------------- | ------------------ | ---------------- |
|                | Artemisa             | Artemisa              | 494 631            | 3 983            |
|                | Camagüey             | Camagüey              | 771 905            | 15 615           |
|                | Ciego de Ávila       | Ciego de Ávila        | 426 054            | 6 783            |
|                | Cienfuegos           | Cienfuegos            | 404 228            | 4 180            |
|                | Granma               | Bayamo                | 834 380            | 8 375            |
|                | Guantánamo           | Guantánamo            | 515 428            | 6 168            |
|                | Holguín              | Holguín               | 1 035 072          | 9 293            |
|                | Isola della Gioventù | Nueva Gerona          | 84 751             | 2 419            |
|                | L'Avana              | -                     | 2 106 146          | 721              |
|                | Las Tunas            | Victoria de Las Tunas | 532 645            | 6 588            |
|                | Matanzas             | Matanzas              | 694 476            | 11 803           |
|                | Mayabeque            | San José de las Lajas | 376 825            | 3 768            |
|                | Pinar del Río        | Pinar del Río         | 587 026            | 8 885            |
|                | Sancti Spíritus      | Sancti Spíritus       | 463 458            | 6 737            |
|                | Santiago di Cuba     | Santiago di Cuba      | 1 049 084          | 6 156            |
|                | Villa Clara          | Santa Clara           | 791 216            | 8 412            |

## Evoluzione storica

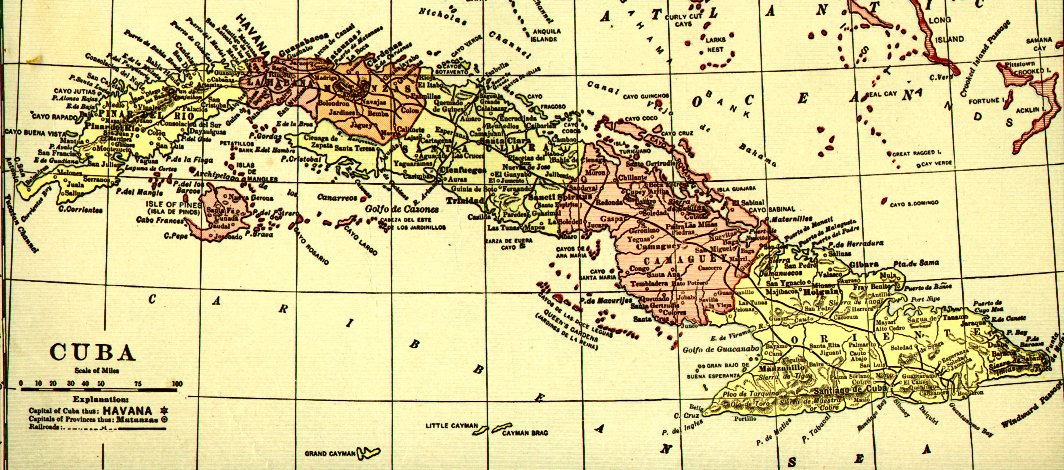
Province storiche di Cuba, rappresentate da una mappa degli anni 1910.

Prima del 1976 Cuba era divisa in sei province:
- Pinar del Río
- La Habana
- Matanzas
- Las Villas (prima del 1940 conosciuta come "Santa Clara")
- Camagüey (prima del 1899 conosciuta come "Puerto Príncipe")
- Oriente (prima del 1905 conosciuta come "Santiago di Cuba").

Il "comune speciale" di Isola della Gioventù (Isla de la Juventud) era conosciuta fino agli anni settanta del XX secolo come Isla de Pinos ("Isola dei Pini") ed ancora prima come "Evangelista", "Isola di Santiago" e "Isola di Parrots".